# Martin Rittsel
Martin Rittsel (né le 28 mars 1971 à Växjö) est un ancien coureur cycliste suédois. Professionnel de 1998 à 2003, il a notamment été champion de Suède sur route et vainqueur des Quatre Jours de Dunkerque en 2000.

## Palmarès
- 1989
  -  Champion de Suède du contre-la-montre juniors

- 1993
  -  Champion de Suède du contre-la-montre par équipes (avec Michael Andersson et Niklas Axelsson)

- 1994
  - 1re étape du Cinturón a Mallorca
  - Tour de Castellón
  - 3e de l'Östgötaloppet

- 1995
  - Tour de Castellón
  - 4e étape de la Course de la Paix
  - 2e du championnat de Suède du contre-la-montre

- 1996
  - 4e étape de la Semaine internationale Coppi et Bartali
  - 3e du championnat de Suède du contre-la-montre
  - 3e du championnat des Pays nordiques sur route

- 1997
  -  Champion de Suède sur route par équipes
  - Cinturón a Mallorca :
    - Classement général
    - 4eb étape

  - Tour d'Auvergne :
    - Classement général
    - 1re étape

  - Tour de Vendée amateurs

- 1998
  -  Champion de Suède sur route
  -  Champion de Suède sur route par équipes
  - 2e du championnat des Pays nordiques du contre-la-montre

- 1999
  - Prologue du Tour de Saxe
  - 3eb étape du Tour de Bavière (contre-la-montre)
  - Tour d'Argentine
  - 2e du Tour de Saxe
  - 2e du Tour de Basse-Saxe
  - 2e du championnat de Suède sur route
  - 3e du Tour de Suède
  - 3e du Grand Prix de Lillers

- 2000
  - Classement général des Quatre Jours de Dunkerque
  - 2e du Tour de Picardie
  - 7e de Paris-Nice

- 2002
  - 2e du championnat de Suède sur route
  - 3e du championnat de Suède du contre-la-montre

## Résultats sur les grands tours

### Tour de France
1 participation
- 2000 : 108e

### Tour d'Espagne
1 participation
- 1998 : abandon (20e étape)